# (55701) Ukalegon
(55701) Ukalegon (1193 T-3) – planetoida z grupy trojańczyków okrążająca Słońce w ciągu 11,74 lat w średniej odległości 5,16 j.a. Odkryta 17 października 1977 roku.